# Nová Hreblia (Saranchuký)
Nová Hreblia (ucraniano: Нова́ Гре́бля) es un pueblo de Ucrania, perteneciente al municipio rural de Saranchuký, en el raión de Ternópil de la óblast de Ternópil.
En 2001, el pueblo tenía una población de 19 habitantes.
Se ubica a orillas del río Zolota Lipa, unos 2 km al norte de Rýbnyky.

## Historia
Antes de su integración en el actual municipio de Saranchuký en 2017, el pueblo era una pedanía del consejo rural de Rýbnyky, en el raión de Berezhany.